# Kaffee Urania

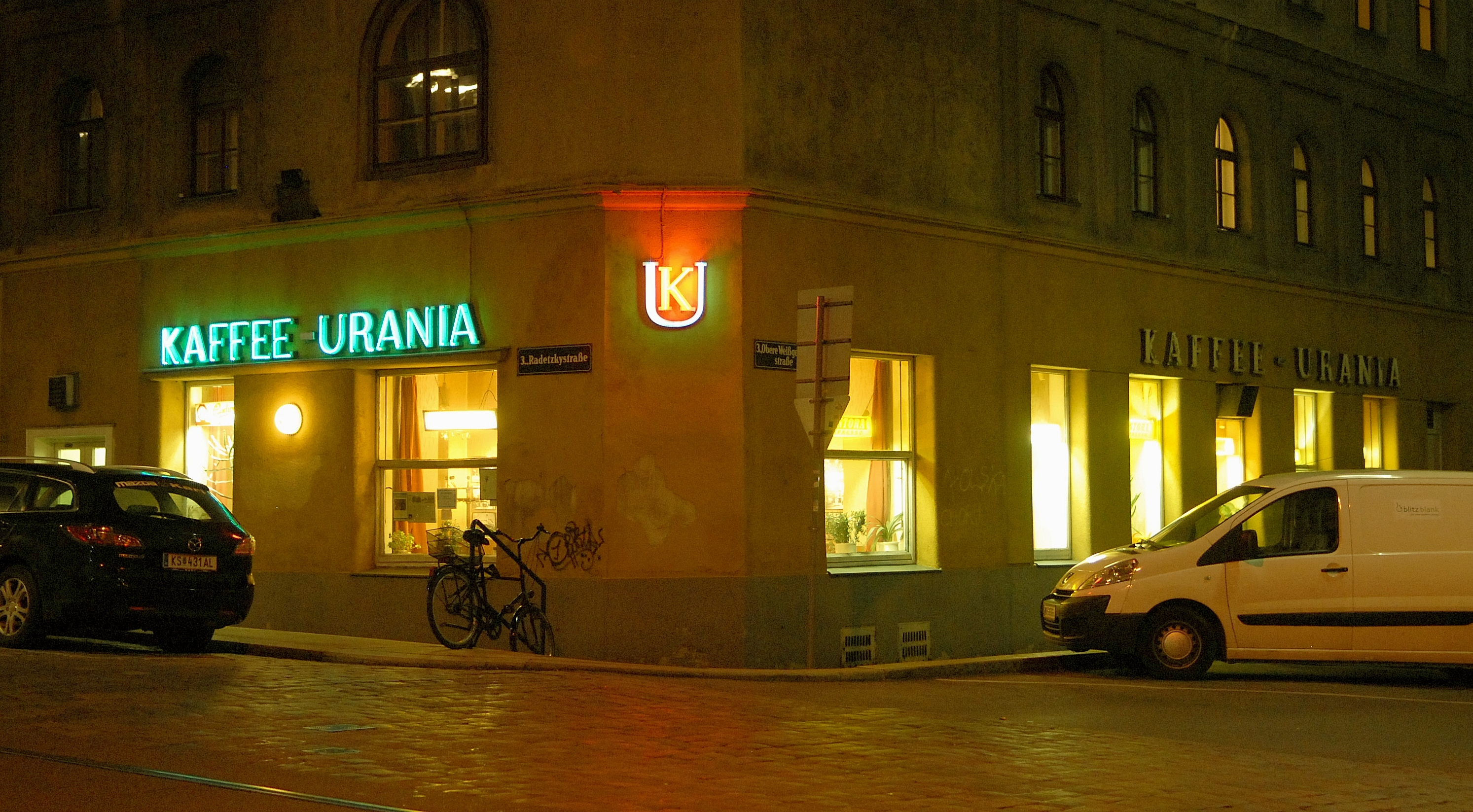
Kaffee Urania, Radetzkystraße 24, Außenansicht bei Nacht, 2012

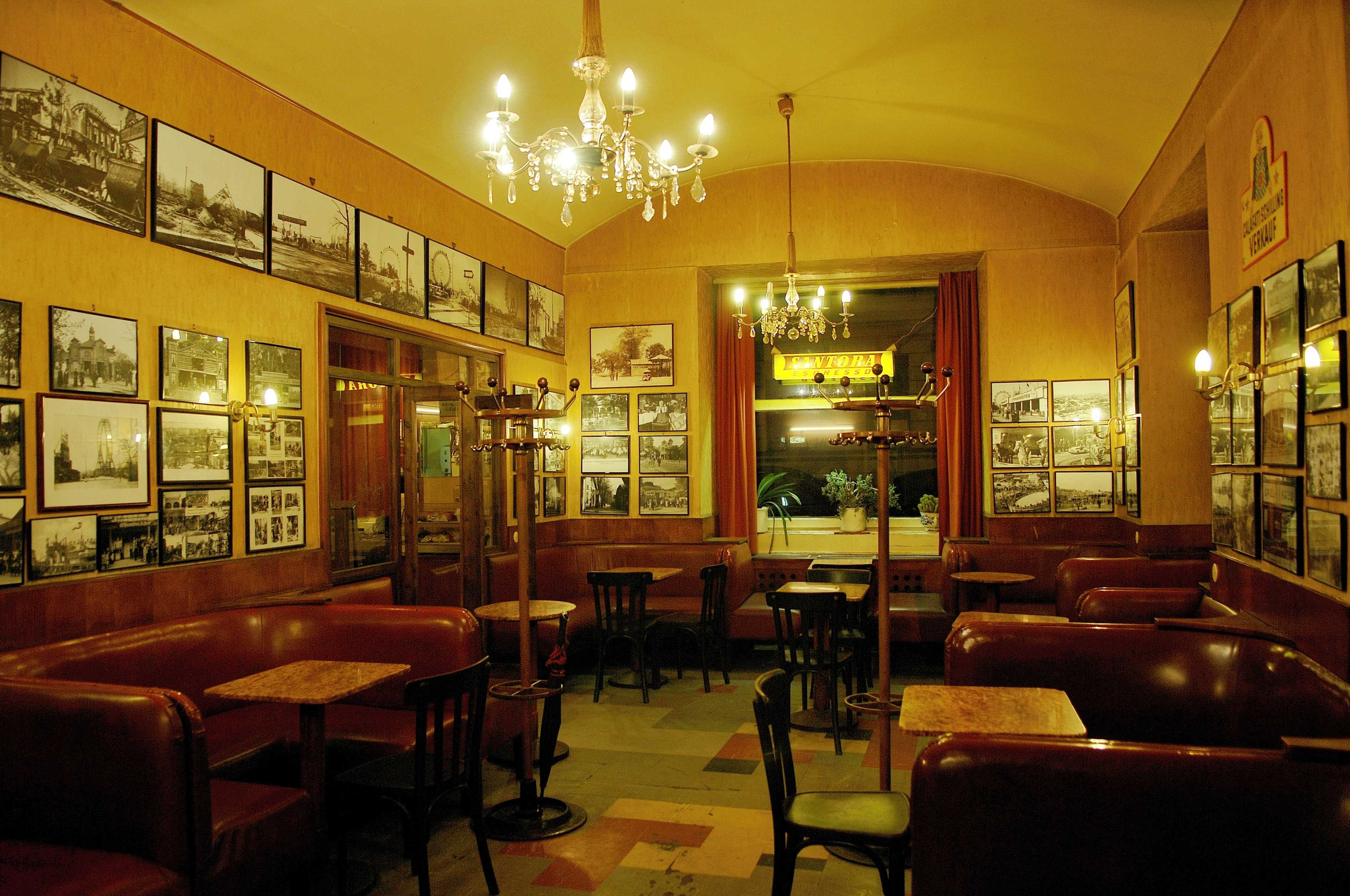
Kaffee Urania, Innenansicht, 2012

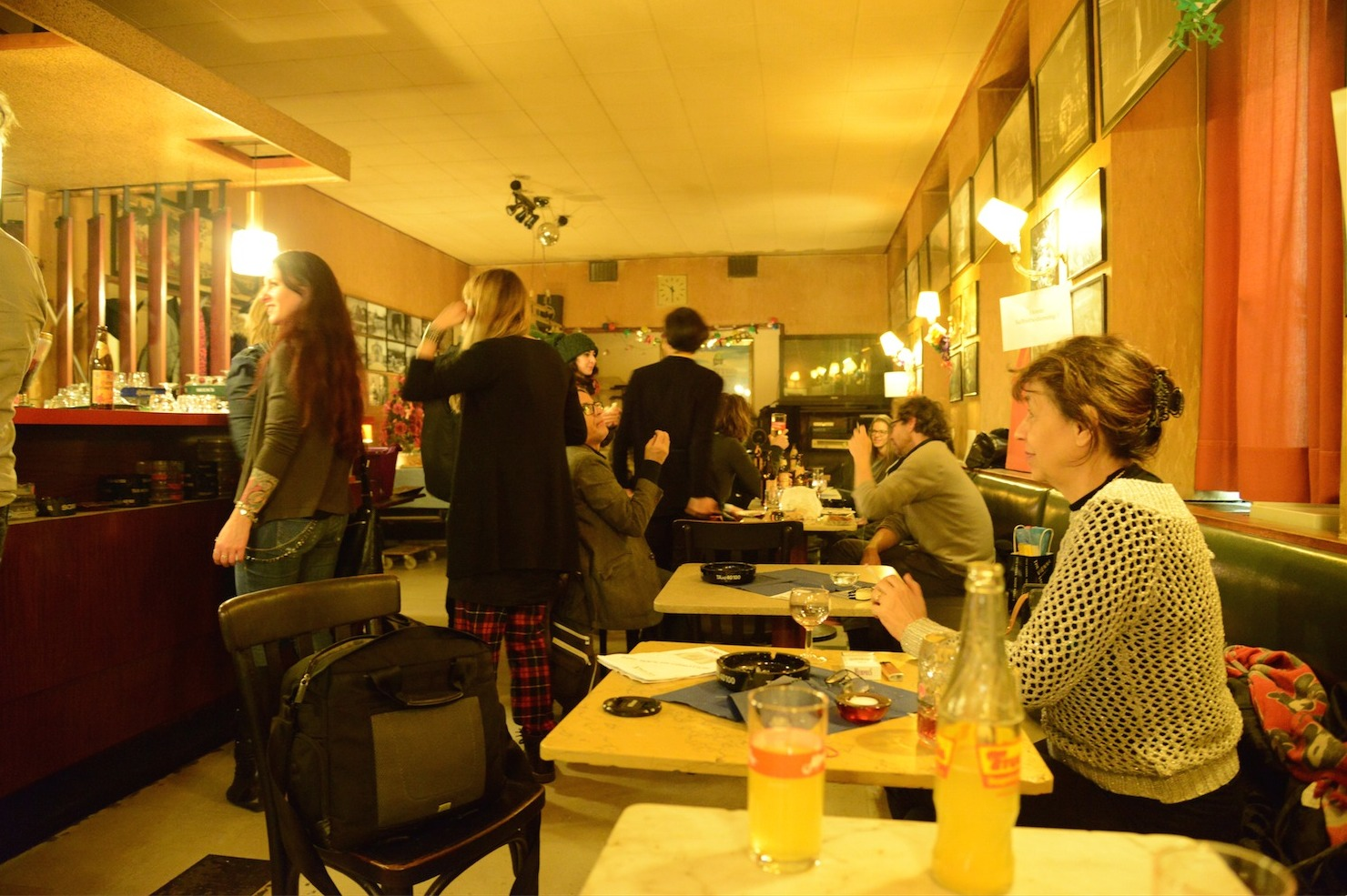
Kaffee Urania, Innenansicht, 2015

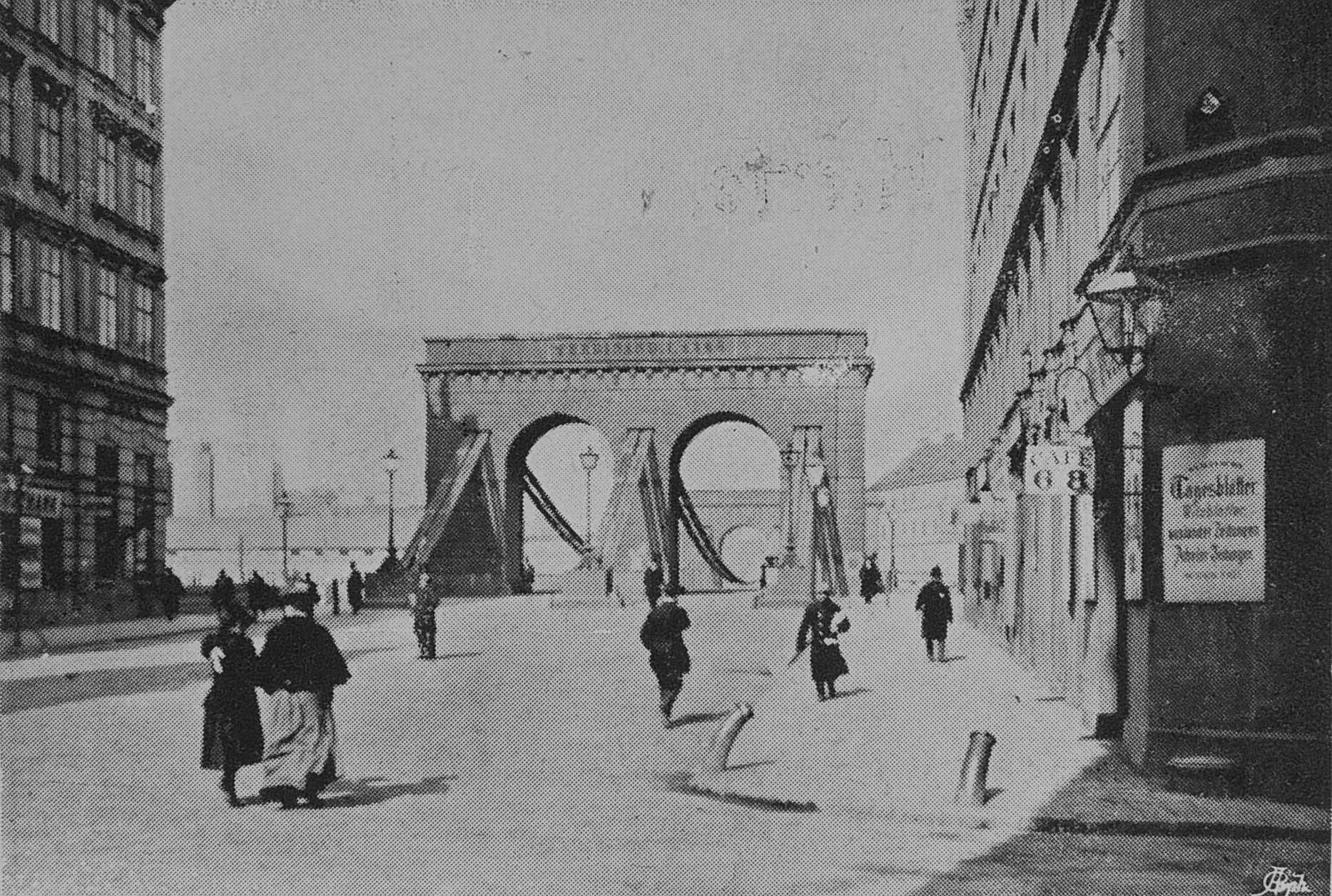
Aufnahme aus dem Jahr 1890 (Postkarte). Das Vorläuferlokal des Kaffee Urania hieß zu diesem Zeitpunkt „Cafe 68“. Im Hintergrund die historische Franzensbrücke.

Das Kaffee Urania war ein Kaffeehaus mit musealem Charakter in der Radetzkystraße 24 im 3. Wiener Gemeindebezirk, Landstraße. Das Gebäude, in dem es sich befand, wurde 1847 als erstes Wiener Zinshaus im Stil der Neogotik von Josef Kastan erbaut. Seinen Namen hatte das bis weit nach Mitternacht geöffnete Lokal von der nahe gelegenen Urania, einem Kino und Volksbildungshaus. Wegen seiner speziellen Aura war das Kaffee Urania mehrmals Drehort von Filmen und Fernsehserien. Insbesondere durch die österreichisch-deutsche Fernseh-Thriller-Serie Spuren des Bösen mit Heino Ferch in der Hauptrolle erlangte das Kaffeehaus in den letzten Jahren seines Bestehens überregionale Bekanntheit. Ende Jänner 2016 wurde das Kaffee Urania geschlossen.

## Geschichte
Am Standort des Kaffees Urania wurde bereits zur Zeit der Habsburgermonarchie ein Kaffeehaus betrieben. Auf einem Foto aus dem Jahr 1890 ist vor dem Lokal ein Schild mit der Aufschrift „Cafe 68“ zu erkennen. Ab 1936 war das Kaffeehaus im Besitz der Familie Horky. Die bis zur Schließung bestehende Einrichtung wurde 1936 von Gertrude Horky bei einem Wiener Architekten in Auftrag gegeben. 1937 führte das Lokal den Namen „Cafe Urania“; die Schreibweise wurde hernach auf „Kaffee Urania“ abgeändert.
Nach dem Zweiten Weltkrieg war das Kaffee Urania (vor Einrichtung der Wiener Besatzungssektoren Anfang September 1945) eine Zeit lang von Soldaten der sowjetischen Armee besetzt. Laut Überlieferung von Gertrude Horky befanden sich zu jener Zeit manchmal sogar Pferde im Kaffeehaus. Das heftige Bombardement, welchem die nahe Franzensbrücke während des Zweiten Weltkrieges ausgesetzt gewesen war, hatte auch am Kaffeehaus Spuren hinterlassen, weshalb nach dem Krieg die Fenster und der Plafond erneuert werden mussten.
In den 1960er und 1970er Jahren traten im Kaffee Urania kleine Musikgruppen und Alleinunterhalter auf. Bereits damals wurde es als Nachtkaffeehaus geführt. Bis zu seiner Schließung im Jänner 2016 wurde das von Montag bis Samstag geöffnete Kaffeehaus jeweils erst um 20.15 Uhr aufgesperrt. Inhaber war seit 1964 Hubert Horky, Sohn von Gertrude Horky, der es mehr als 51 Jahre lang führte.

## Ambiente und Aura
Das Eckkaffeehaus (Radetzkystraße/Obere Weißgerberstraße) bestand aus zwei unterschiedlich gestalteten Bereichen. Der beim Eingang befindliche Kaffeehausteil war mit Mobiliar ausgestattet, das mit seinen roten Kunstledernischen ein wenig an die – ebenfalls in den 1930er Jahren – von Josef Zotti für das Wiener Café Museum kreierte Einrichtung erinnert. Während hier der Raum durch die nischenartige Anordnung der Sitzgelegenheiten eine markante Struktur erhielt, die ihm eine wohnzimmerartige Aura verlieh, sorgte im zweiten Raum die lang gestreckte Sitzbank gegenüber der Bar für eine vergleichsweise strenge Raumeinteilung. Der im hinteren Bereich dieses Raumes aufgestellte Billardtisch wurde bei Tanzveranstaltungen beiseitegeschoben.
Ebenso wie das Mobiliar stammten auch andere Komponenten aus älterer Zeit. Gegenüber vom Eingang befanden sich zwei (zum Zeitpunkt der Schließung noch vorhandene, aber nicht mehr in Betrieb befindliche) Kaffeehaus-Telefonzellen mit originaler Ausstattung von anno dazumal. Der alte Wurlitzer mit Singles aus den 1970er Jahren war (für Wiener Kaffeehaus-Verhältnisse im 21. Jahrhundert höchst ungewöhnlich) bis zur Schließung in Betrieb. Eine im Barbereich befindliche alte Espressomaschine der Marke Urania war das technische Glanzstück des Lokals. Ebenso wie das Interieur erweckten die moderaten Preise Reminiszenzen an alte Zeiten.

## Musealer Charakter
Die Wände des Kaffeehauses waren großflächig mit vergrößerten Schwarz-Weiß-Fotografien aus der Sammlung Horky behängt. Die ausgestellten Bilder zeigten in erster Linie Sujets vom alten Wiener Prater. Ein eigener Ausstellungsbereich thematisierte die Geschichte der für das Lokal namensgebenden Urania am Wiener Donaukanal. Am 6. Oktober 2012 und am 4. Oktober 2014 nahm das Kaffee Urania mit der Sammlung Horky an der „Langen Nacht der Museen“ teil.

## Wirt und Publikum

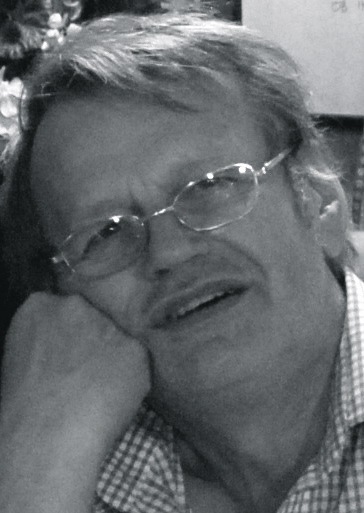
Hubert Horky, 2012

Das Nachtkaffeehaus wurde von 1964 bis 2016 von Hubert Horky (* 17. Juli 1943; † 4. Juni 2016) persönlich geführt. Der für seinen Wiener Schmäh bekannte Wirt, der vielen als ein „Wiener Original“ galt, wurde mehrfach in österreichischen Medien und Büchern porträtiert. Das Publikum war bunt gemischt und setzte sich vorwiegend aus Studenten, Handwerkern, Pensionisten und Künstlern zusammen. An den Wochenenden fanden im Kaffee Urania häufig Partys statt, die vor allem von Studenten, teilweise auch von Künstlern, ausgerichtet wurden. Bei solchen Gelegenheiten war den Partyveranstaltern das Mitbringen von eigenen Speisen gestattet; auch die musikalische Beschallung wurde nicht selten von diesen organisiert. Zuweilen traten auch Musikgruppen auf.
Seit den frühen 1990er Jahren sammelte Hubert Horky alte Ansichten vom Wiener Prater. Die bis 2015 auf rund 4000 Fotos und Postkarten angewachsene Sammlung Horky hatte der Wirt in einer Anzahl von Alben untergebracht, die er – bei moderatem Geschäftsgang – interessierten Kaffeehausbesuchern auch zeigte. Ein Teil der Sammlungsobjekte war in Form von vergrößerten Schwarz-Weiß-Fotografien in den Gasträumen ausgestellt. Bilder aus der Sammlung Horky wurden in etlichen Fachbüchern über den Wiener Prater abgedruckt. Im Lauf der Zeit wurde die Sammlung auch noch um die beiden Teilbereiche über das Wiener Weißgerberviertel  und die Geschichte der Wiener Urania ergänzt.
Kurze Zeit nach der Schließung des Kaffees Urania (Ende Jänner 2016) verstarb Hubert Horky am 4. Juni 2016. Sein Grab befindet sich auf dem Wiener Zentralfriedhof.

## Abriss des Gebäudes

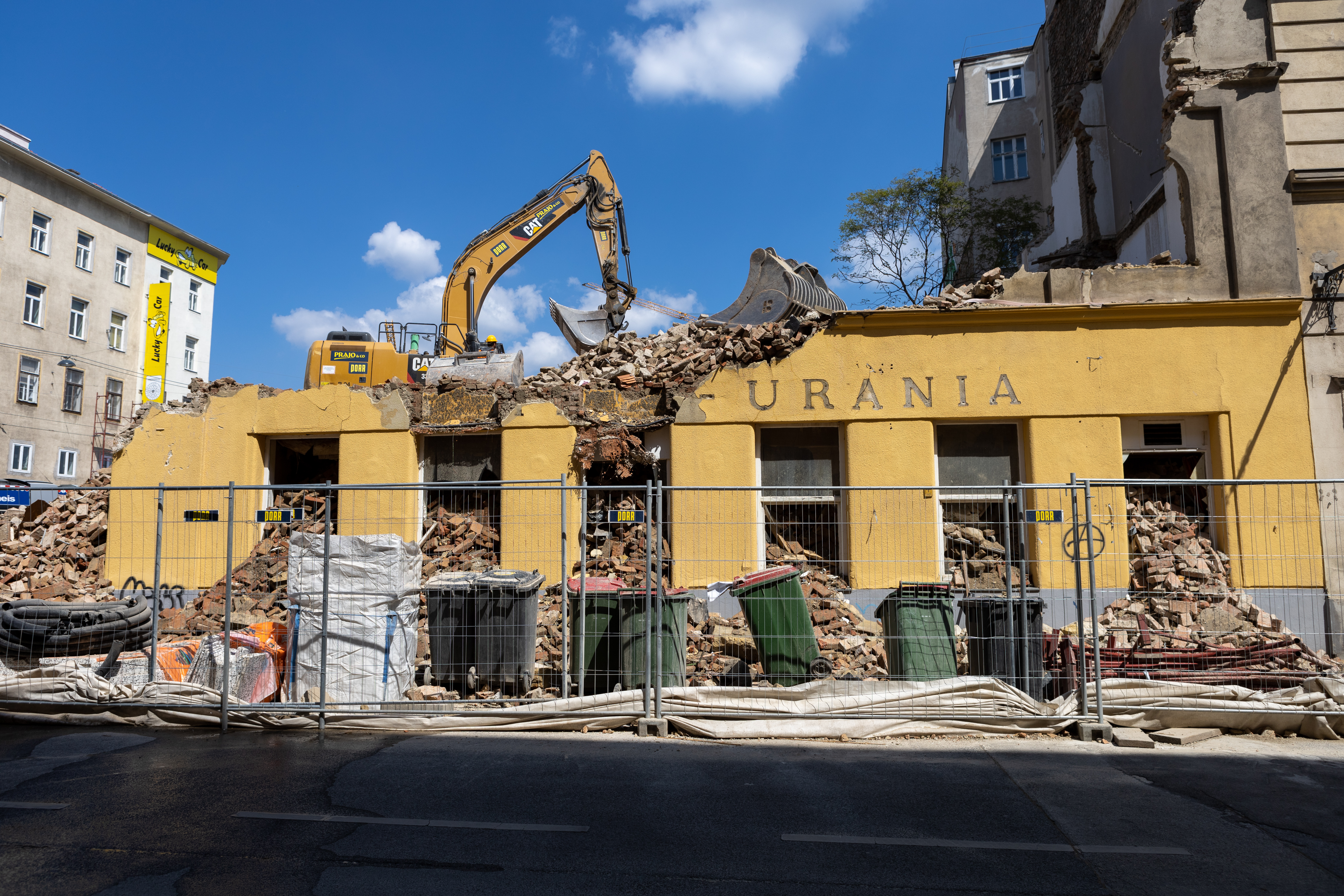
Abbruch des Kaffee Urania im April 2022

Infolge der Schließung des Kaffee Urania im Jahr 2016 und dem Teilabriss des Hauses, der zunächst gestoppt worden war, stand das Lokal lange leer. Nach einem jahrelangen Tauziehen um den Erhalt des 170 Jahre alten Gebäudes und diversen Machinationen der neuen Eigentümer wurde dieses im Frühjahr 2022 abgerissen. Kritiker warfen der Politik im Zusammenhang mit den Vorgängen rund um den Abriss des Hauses Totalversagen vor.